# Przerzeczyn-Zdrój

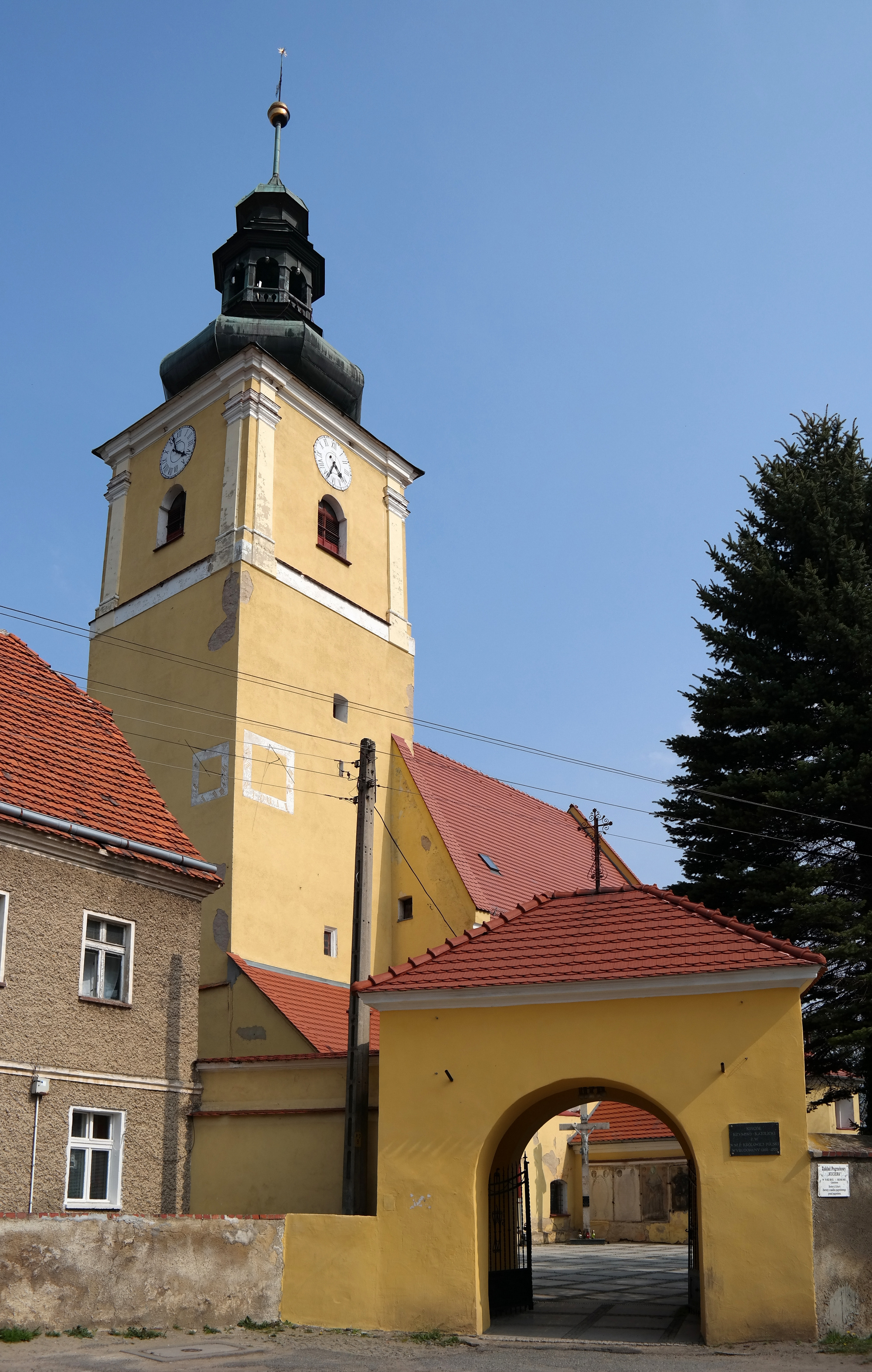
Marienkirche in Przerzeczyn-Zdrój

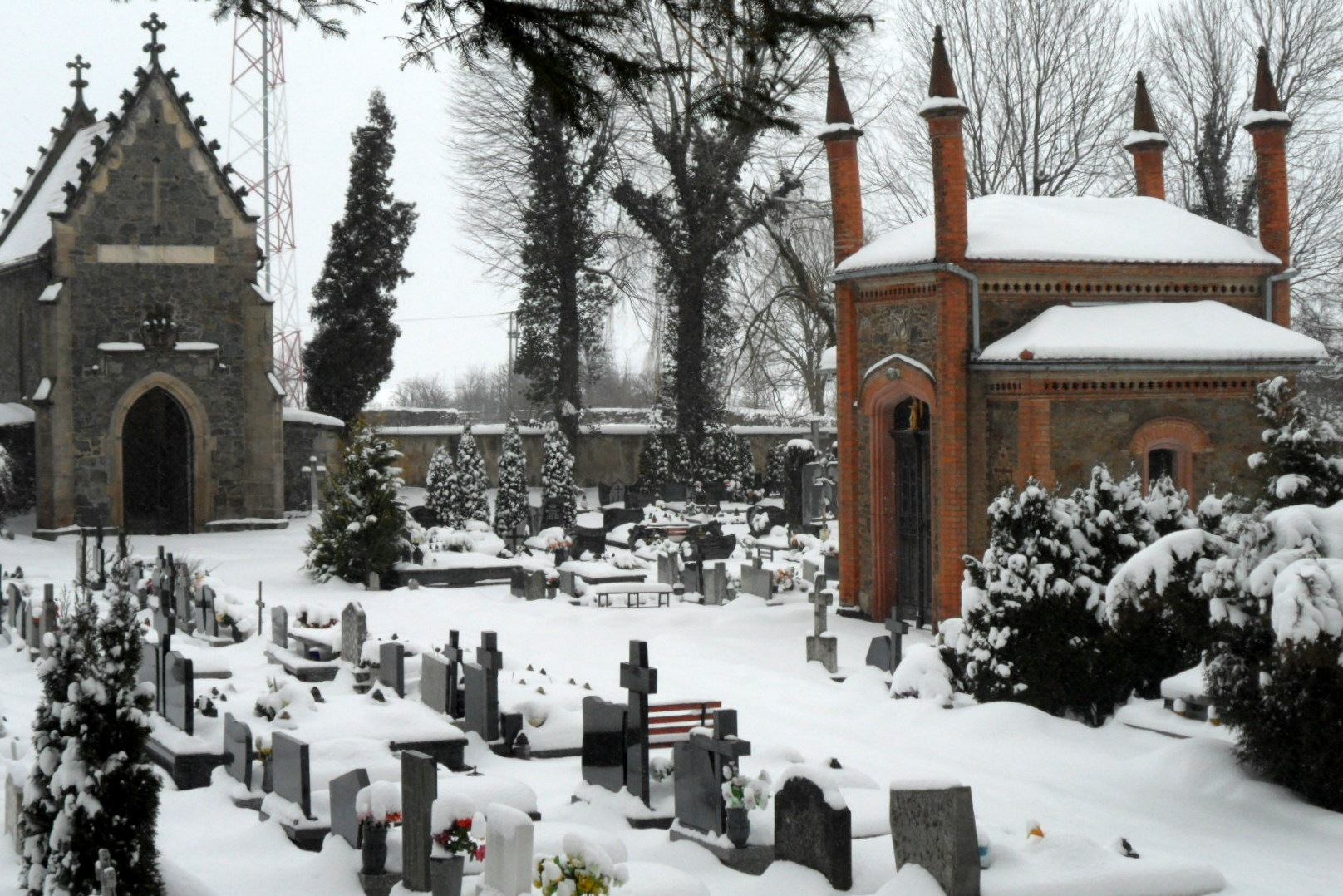
Friedhof mit Grabkapellen

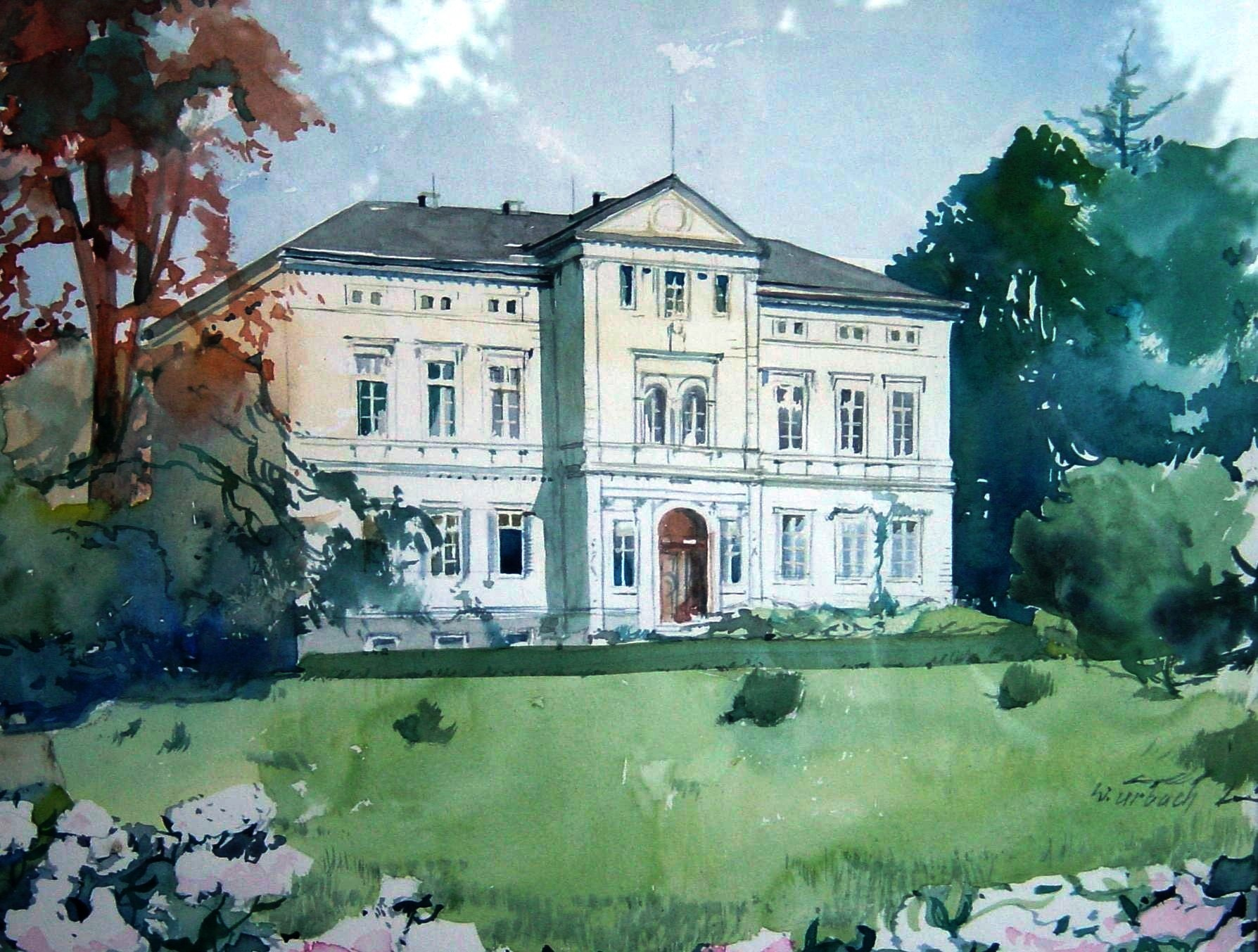
Schloss Ober-Dirsdorf auf einem Aquarell

Przerzeczyn-Zdrój (deutsch Bad Dirsdorf; vormals auch Diersdorf bzw. Dirschdorf) ist ein Ort in der Stadt- und Landgemeinde Niemcza (Nimptsch) im Powiat Dzierżoniowski der Woiwodschaft Niederschlesien in Polen. Durch seine schwefelhaltigen Heilquellen war Dirsdorf seit dem 19. Jahrhundert als Kurort bekannt.

## Lage
Przerzeczyn-Zdrój liegt etwa vier Kilometer südlich von Niemcza (Nimptsch), 20 Kilometer östlich von Dzierżoniów (Reichenbach) und 52 Kilometer südlich von Breslau.
Nachbarorte sind Ligota Mała (Klein Ellguth) im Süden, Nowa Wieś Niemczańska (Neudorf) im Norden; Podlesie (Kunsdorf) im Nordosten.

## Geschichte
Dem heutigen Przerzeczyn-Zdrój geht eine slawische Vorgängersiedlung voraus, die im Zuge der Ostkolonisation durch deutsche Siedler neu erschlossen wurde. 1371 erscheint das Dorf in einer Urkunde als Dirsdorf bzw. Dirschdorf, während es 1264 noch als Przyrzyce erwähnt wurde. Die Geschichte des Dorfes ist eng verbunden mit dem schlesischen Uradelsgeschlecht der Grafen von Pfeil. Dirsko 1222 Paladin von Breslau und 1230–1241 Kastellan von Wartha, setzte Dirsdorf, den ältesten Stammsitz der Pfeils, zu Deutschem Recht aus. Die Nachfahren des Ritters Dirsko Sagittarius, urkundlich 1306–1311, Erbherr auf Dirsdorf und Klein Ellguth, nahmen den Namen Pfeil an, führten jedoch ebenfalls noch bis um 1600 den Namen Dirschdorf weiter.
Nach dem Ersten Schlesischen Krieg fiel Dirsdorf 1741/42 mit dem größten Teil Schlesiens an Preußen. Die alten Verwaltungsstrukturen wurden aufgelöst und Dirsdorf in den Kreis Nimptsch eingegliedert, mit dem es bis zu dessen Auflösung 1932 verbunden blieb. 1792 zählte Dirsdorf in Ober- und Nieder-Dirsdorf unterteilt im Oberdorf: ein Vorwerk, eine evangelische Kirche, ein Pfarr- und ein Schulhaus, fünf Bauern, zwei Müller, 24 Gärtner, 14 Häusler und 311 Einwohner; im Niederdorf: ein Vorwerk, 15 Gärtner, elf Häusler, und 222 Einwohner. Die schwefelhaltigen Heilquellen des Dirsdorfer Bades waren 1821 bei der Suche nach Chrysopras entdeckt worden. Ein auf Dirsdorfer Boden gefundenes, besonders prächtiges Exemplar wurde von der Gräfin Pfeil dem Preußenkönig überreicht. Dieser Chryspras fand später einen Platz in der Preußenkrone. 1845 bestand Dirsdorf aus:
1. Nieder-Dirsdorf in Besitz der Antoinette, verwitwete Gräfin von Pfeil, geb. Gräfin von Magnis, 48 Häuser, ein herrschaftliches Schloss mit Garten, ein herrschaftliches Vorwerk, 351 Einwohner (davon 50 katholisch und der Rest evangelisch), evangelische Kirche und Schule zu Ober-Dirsdorf, ein Pfarrwitwenhaus, eine Brennerei, 14 Handwerker und vier Händler. Die frühere Öl- und Wassermühle war nicht mehr in Betrieb. Im Dorf wurde Obstanbau betrieben. Innerhalb des Ortes existierten schwefelhaltige Quellen, die seit 50 Jahren benutzt wurden. Das 1825 gebaute Badehaus bestand aus sieben Wohnzimmern und elf Badekabinen. Das 1840 erbaute große Brunnenhaus enthielt siebzehn Wohnzimmer für Badegäste. Der Schwefelbrunnen, auch Stänker genannt, wurde zum Trinken benutzt. Das Badewasser wurde durch einen Dampfapparat erhitzt und durch Röhren in die Kabinen geleitet.
2. Ober-Dirsdorf in Besitz des Friedrich Ludwig Karl, Graf von Pfeil, 65 Häuser, 468 Einwohner (davon 32 katholisch und der Rest evangelisch), eine evangelische Pfarrkirche unter dem Patronat der Grundherrschaft, einem Pfarrwidum mit Wald, eine evangelische Schule mit zwei Klassen, eine Lokalie, eine Hilfslokalie, katholische Kirche zu Nimptsch, ein herrschaftliches Schloss mit Vorwerk, eine Freischoltisei, ein separat stehendes Jägerhaus, zwei Wassermühlen, eine Feldmühle, eine Windmühle, eine Sägemühle, 29 Leinwebstühle, eine Brennerei, 13 Handwerker, sieben Händler, eine herrschaftliche Ziegelei, die 100.000 Ziegel herstellte, ein Wasserfall und ein Kirchhof, auf dem sich unter vielen alten Denkmälern das eines früheren Besitzers, des Herren von Rohr mit seinen 32 Söhnen, befindet.[3]

Ab 1874 gehörten die Landgemeinden Nieder-Dirsdorf und Ober-Dirsdorf zum Amtsbezirk Kunsdorf, der am 31. Mai 1934 in Amtsbezirk Bad Dirsdorf umbenannt wurde. Am 30. September 1928 wurden die Landgemeinden Nieder- und Ober-Dirsdorf und deren Gutsbezirke zur neuen Landgemeinde Bad Dirsdorf zusammengeschlossen. Nach der Auflösung des Kreises Nimptsch im Jahr 1932 wurde Bad Dirsdorf in den Landkreis Reichenbach eingegliedert. Am 1. Oktober 1938 wurde die Gemeinde Bad Dirsdorf in die Stadt Nimptsch eingegliedert.
Als Folge des Zweiten Weltkriegs fiel Bad Dirsdorf mit dem größten Teil Schlesiens 1945 an Polen. Nachfolgend wurde es in Przerzeczyn-Zdrój umbenannt. Die deutsche Bevölkerung wurde – soweit sie nicht schon vorher geflohen war – vertrieben. Die neu angesiedelten Bewohner stammten teilweise aus Ostpolen, das an die Sowjetunion gefallen war.

## Sehenswürdigkeiten
- Die römisch-katholische Pfarrkirche der Mutter Gottes, Königin von Polen (polnisch Kościół pom. Matki Bożej Królowej Polski), geht auf eine Gründung aus dem 13. Jahrhundert zurück, heutiger Bau aus der Zeit des 14. bis 18. Jahrhunderts, in der Barockzeit umgestaltet, mit einem barocken Presbyterium. Wie der Pastor im 18. Jahrhundert berichtete, war die Kirche, die zu den ältesten im Fürstentum Brieg gehörte, in der Zeit des „Papstums“ zunächst dem heiligen Nikolaus geweiht.[5] Die im gotischen Stil erbaute, 1535 als Johanniskirche geweihte und seit der Reformation bis 1946 evangelische Kirche stand bis 1945 unter dem Patronat der Familie von Pfeil. Friedrich Wilhelm Fabian Karl Graf von Pfeil und Klein-Ellguth (1888–1946), verheiratet mit Elisabeth Maria Cäcilie Isa von Tettenborn (1895–1981), war ihr letzter Patron. Ein bemaltes Pfeil’sches Familienwappen schmückt weiterhin gut sichtbar die Mitte der Empore dieser Kirche, auf der die Orgel aus der Rokokozeit über dem Eingangsportal steht. An den Außenmauern befinden sich zahlreiche, teilweise gut erhaltene Epitaphe als Zeugen der Geschichte der Familie. Zur ehemaligen evangelischen Parochie waren Mitte des 19. Jahrhunderts gepfarrt: Ober- und Nieder-Dirsdorf, Klein-Ellguth mit Buschhaus, Kosemitz, Kunsdorf, Neudorf sowie im Kreis Reichenbach gastweise: Ober- und Mitteleilau, Schobergrund mit Sadebeckshöhe.
- Friedhof, mit einer 1862 von Friedrich Fabian Graf von Pfeil und Klein-Ellguth (1804–1884) erbauten Familiengruft der Grafen von Pfeil und Klein-Ellguth. Sie ist am Rande des nun mit polnischen Gräbern belegten Friedhofes gelegen und durch das im Eingangsbogen befindliche Familienwappen leicht zu erkennen. Unmittelbar daneben befindet sich die Nieder-Dirsdorfer Gruft. Die Bissing’sche Gruft, die das Pfeil’sche und Bissing’sche Wappen trägt, ist in sehr gutem Zustand erhalten. Sie steht mitten auf dem Friedhofsgelände, wo sie heute als Friedhofskapelle genutzt wird. Sie beherbergte einst die sterblichen Überreste der dritten Tochter von Friedrich Ludwig Karl Graf von Pfeil und Klein-Ellguth (1780–1857), Emma (1814–1883), und deren Ehemann Wilhelm Freiherr von Bissing, den sie 1833 geheiratet hatte. Das Paar übernahm später das nahe gelegene Klein-Ellguth, das erst etwa einhundert Jahre später aus Bissing’scher Hand in die Familie zurückkehrte.
- Schloss Ober-Dirsdorf, das ebenfalls von Friedrich Fabian Graf von Pfeil und Klein-Ellguth erbaute und im Jahre 1860 fertiggestellte neue Ober-Dirsdorfer Schloss wurde in den 1950er Jahren durch einen Brand zerstört. Es stand im oberen Teil des Schlossparks, der nach Osten, bergab zur Lohe, geneigt war. Das alte Ober-Dirsdorfer Schloss befand sich früher auf dem Gutshof. Ein Flügel des U-förmigen Gutsgebäudes blieb nach dem Abriss stehen und wurde Inspektorwohnung und Kanzlei, ein zweiter Flügel wurde Kornspeicher. Die nach 1945 noch bewirtschafteten Ober-Dirsdorfer Gutsgebäude wurden erst in den frühen 2000er Jahren nicht mehr für den landwirtschaftlichen Betrieb genutzt und seither ebenfalls vollständig abgetragen.
- Ehemaliger Schlosspark, mit der am Fuße des Schlossparkhügels durch das Bad fließenden Lohe
- Jugendstilvilla, 1906 nach dem Abriss des Nieder-Dirsdorfer Schlosses erbaut.
- Ehemaliges Nieder-Dirsdorfer Gutsgebäude, zwischen der Villa und dem Friedhof gelegen.

## Söhne des Ortes
- Christian Gregor (1723–1801), deutscher evangelischer Geistlicher und Kirchenmusiker
- Carl Friedrich von Pfeil und Klein-Ellguth (1735–1807), preußischer Landrat
- Carl Fuchs (1801–1855), deutscher Jurist, Politiker und Mitglied der Frankfurter Nationalversammlung
- Hugo Ulbrich (1867–1928), deutscher Maler, Grafiker und Radierer